# Каруго
Кару̀го (на италиански: Carugo; на ломбардски: Carugh, Каруг) е градче и община в Северна Италия, провинция Комо, регион Ломбардия. Разположено е на 270 m надморска височина. Населението на общината е 6499 души (към 2017 г.).